# Hallandsås nordsluttning
Hallandsås nordsluttning är ett naturreservat i Östra Karups socken i Båstads kommun i Skåne län.
Reservatet bildades 1969 och är 522 hektar stort.
Det ligger på Hallandsåsen i södra delen av Halland och delas av E6:an i ett område i Hallands län som utgör den östra delen och ett område i Skåne län som utgör den västra delen. Nordsluttningarna är kända lövskogskogsområden på kalkrik mark, källor, bäckdalar och raviner.  Här finns även andra lövskogstyper som alm, ask, lönn och alsumpskog.